# Веселов, Николай Глебович
Никола́й Гле́бович Весело́в (28 ноября 1940, Порхов, Псковская область — 15 декабря 1996, Санкт-Петербург) — советский, российский врач-педиатр, доктор медицинских наук, профессор;
Основоположник новой отрасли медицины — «Социальная педиатрия»;
Организатор первой в СССР кафедры социальной педиатрии для усовершенствования врачей Санкт-Петербургской государственной педиатрической медицинской академии и её заведующий.

## Биография
Родился в Порхове в семье служащих. В 1958 году, после окончания Порховской средней школы приехал в Ленинград, где поступил в Педиатрический медицинский институт (ЛПМИ). Студентом совмещал учёбу с активной общественной работой. В 1962 году был избран секретарём комсомольской организации института и исполнял эту должность в течение двух лет. В те же годы Н. Г. Веселов работал в студенческом научном обществе (СНО) при кафедре социальной гигиены и организации здравоохранения. Под руководством доцента Н. Г. Синявской он занимался вопросами организации охраны материнства и детства. Субординатуру проходил по акушерству и гинекологии.
С окончанием института, в 1964 году Николай Глебович был распределён в родной город на должность врача акушер-гинеколога Порховской центральной районной больницы (с 2014 г. Порховская районная больница). Два года спустя, оставаясь в статусе молодого специалиста, он возглавил Порховскую ЦРБ и успешно руководил ею в течение двух лет.
В связи с поступлением в аспирантуру на кафедру социальной гигиены и организации здравоохранения ЛПМИ, Н. Г. Веселов в 1968 году вновь оказался в Ленинграде. Под руководством профессора А. А. Шошина, он занялся анализом организации родовспоможения в сельской местности. Исследование этой проблемы Николай Глебович начал ещё в Порхове. Его статья по этой теме: «Организация акушерско-гинекологической помощи женщинам села (по материалам Псковской области)» увидела свет в 1969 году. Продолжая начатую тему, два года спустя Н. Г. Веселов защитил кандидатскую диссертацию, которую назвал: «Заболеваемость и организация медицинского обслуживания населения Псковской области».
В том же 1971 году Н. Г. Веселов был принят на должность ассистента своей кафедры. С этого момента началась его педагогическая деятельность. Первые годы её приходилось совмещать с общественной работой, которая занимала большую часть времени. Это было связано с тем, что организация КПСС института сделала Николая Глебовича своим освобождённым секретарём. Эту должность он занимал до 1976 года, когда будучи избранным доцентом кафедры социальной гигиены и организации здравоохранения ЛПМИ, должен был целиком сконцентрироваться на научной и педагогической деятельности.
В эти годы под руководством Н. Г. Веселова на кафедре была начата новая тема, актуальность которой оценена уже в эпоху страховой медицины. Речь идет о создании технологии изучения удовлетворенности населения качеством процесса оказания медицинской помощи. В современной международной системе менеджмента качества ISO 9000 эта позиция занимает одно из центральных мест. Одновременно, в 1977 году Николай Глебович начал работу над своей докторской диссертацией, которую назвал: «Здоровье детей первых семи лет жизни и перспективы его улучшения в условиях крупного города».
В 1981 году Н. Г. Веселов на несколько лет покинул свою кафедру, получив приглашение занять место руководителя организационно-методическим отделом научно-исследовательского детского ортопедического института им. Г. И. Турнера. Являясь ведущим в СССР учреждением по проблемам детской ортопедии и травматологии, помимо прочего, институт был призван способствовать созданию в стране и, прежде всего, в Ленинграде стройной системы оказания помощи детям с патологией опорно-двигательного аппарата. Итогом деятельности Н. Г. Веселова в институте стала монография «Организация ортопедической и травматологической помощи», написанная им в содружестве с профессорами В. Л. Андриановым и И. И. Мирзоевой и увидевшая свет в 1988 году.
В 1985 году в диссертационном совете ВНИИ социальной гигиены и организации здравоохранения им. Н. А. Семашко Н. Г. Веселов успешно защитил диссертацию на учёную степень доктора медицинских наук.

### Организатор первой в СССР кафедры социальной педиатрии
В 1986 году по инициативе Н. Г. Веселова, активно поддержанной ректором ЛПМИ профессором В. П. Алфёровым на факультете усовершенствования врачей была организована первая в СССР (приказ Минздрава РСФСР от 4.07.1986 № 554) кафедра социальной педиатрии (ныне кафедра социальной педиатрии и организации здравоохранения ФП и ДПО СПбГПМУ). До 1988 года работу по организации новой кафедры Николай Глебович совмещал с научной деятельностью в НИИ им. Г. И. Турнера. Он оставил институт после утверждения в должности профессора своей кафедры.
Организуя свою кафедру, а по-существу, новый самостоятельный раздел педиатрии, Н. Г. Веселова дал следующее определение социальной педиатрии:
Социальная педиатрия возникла на стыке двух специальностей - социальной гигиены и педиатрии. Социальная педиатрия как отрасль (составная часть) педиатрии изучает здоровье детей, комплекс факторов, его определяющих, а также разрабатывает эффективную систему социальной профилактики и оказания медицинской помощи детскому населению.
Основные задачи социальной педиатрии, по его мнению, заключались в следующем:

1. Разработка научных основ социальной и медицинской профилактики в педиатрии;
2. Комплексная оценка здоровья детей в условиях всеобщей диспансеризации;
3. Научные основы системы дифференцированной диспансеризации детского населения с учетом возраста, групп здоровья, особенностей патологии, факторов риска, социально-гигиенической характеристики семьи ребенка и образа жизни родителей.
4. Прогноз показателей здоровья ребенка как основы для развития педиатрической службы;
5. Младенческая, перинатальная и неонаталъная смертность как медико-социальные проблемы;
6. Преемственность и взаимодействие акушерской и педиатрической служб по антенатальной охране плода и новорожденного.
7. Целевые комплексные программы по регионам страны «Охрана здоровья матери и ребенка»;
8. Разработка оптимальных форм организации медико-социальной помощи детям;
9. Организационно-деонтологические аспекты педиатрической службы;
10. Разработка АСУ (автоматизированной системы управления) в педиатрии по важнейшим направлениям (диспансеризация, система неотложной помощи, слежение за уровнем детской смертности и др.).

Эти принципы были изложены Н. Г, Веселовым в монографиях, посвящённых новой дисциплине: «Социальная педиатрия. Актуальные проблемы» (1992) и «Социальная педиатрия (курс лекций)» (1996), а также прозвучали в актовой речи «О вкладе ученых педиатрического медицинского института (академии) в развитие идей социальной педиатрии 1925—1996», прозвучавшей перед Учёным советом СПбГПМА 27 мая 1996 года по случаю 10-летия кафедры социальной педиатрии.
Уже в первые годы после организации кафедры, в 1988 году под руководством Н. Г. Веселова на кафедре начата разработка темы: Комплексная социально-гигиеническая оценка здоровья ребёнка и его семьи в условиях всеобщей диспансеризации". Совместно с кафедрой педиатрии № 3 ЛПМИ (профессор И. М. Воронцов) и кафедрой педиатрии № 3 ЛенГИДУВа (ассистент В. Н. Самарина) профессором Н. Г. Веселовым была разработана и внедрена в практику экспериментальная форма № 112 «История развития ребёнка».
В 1990 году Научный Совет по педиатрии АМН СССР избрал профессора Н. Г. Веселов председателем проблемной комиссии Минздрава СССР «Медико-социальные и организационные основы педиатрии». Она была создана для планирования, координации и внедрения результатов научных исследований призванных решать медико-социальные проблемы в педиатрии. Годом позже, согласившись с предложенной Николаем Глебовичем идеей формирования в системе охраны материнства и детства службы «Медико-социального патронажа», для разработки программ подготовки социальных работников и формулирования полномочий новой службы Минздрав РСФСР делегировал Н. Г. Веселова экспертом-консультантом в комитет по делам семьи и демографической политики при Совете Министров РСФСР.
В 1991 году по инициативе Главного управления охраны материнства и детства МЗ СССР при кафедре социальной педиатрии ЛПМИ под руководством Н. Г. Веселова была организована первая в стране специализированная лаборатория медико-социальных проблем ОМД. Деятельность лаборатории была направлена на разработку региональных целевых комплексных программ по снижению материнской, младенческой и перинатальной смертности. За короткий срок лабораторией было разработано более 20 региональных программ, многие положения которых реализуется по настоящее время.
На пике своей творческой карьеры Н. Г. Веселов скоропостижно скончался 15 декабря 1996 года. За семнадцать дней до смерти ему исполнилось всего 56 лет. Профессор Николай Глебович Веселов был похоронен в пригороде Санкт-Петербурга городе Пушкин (Царское Село) на Кузьминском кладбище.
После смерти профессора Н. Г. Веселова плод всей его жизни — кафедру социальной педиатрии возглавил ближайший ученик Николая Глебовича профессор Василий Иванович Орёл.

## Научные труды
Николай Глебович является автором более 200 научных трудов по педиатрии и организации здравоохранения. Под его руководством издано 4 сборника научных трудов, 12 учебных и методических пособий:
- Веселов Н. Г. Заболеваемость и организация медицинского обслуживания населения Псковской области : Автореф. дис. на соискание учен. степени канд. мед. наук. — ЛПМИ. — Л., 1971. — 17 с.
- Веселов Н. Г. Здоровье детей первых 7 лет жизни и перспективы его улучшения в условиях крупного города : Автореф. дис. на соиск. учен. степ. д. м. н. — Центр. ин-т усоверш. врачей.. — М., 1985. — 44 с.
- Андрианов В. Л., Веселов Н. Г., Мирзоева И. И. Организация ортопедической и травматологической помощи детям. — Л.: Медицина, 1988. — 238 с.
- Социально-гигенические и организационные проблемы педиатрии : Сб. науч. тр. Ленингр. педиатр. мед. ин-т / под ред. Н.Г. Веселова, И.Т. Леонова. — ЛПМИ. — Л., 1989. — 233 с.
- Веселов Н. Г. Социальная педиатрия: актуальные проблемы. — Госкомиздат Башк. ССР НИЦ; СПбПМИ. — Уфа; СПб., 1992. — 192 с.
- Веселов Н. Г. Социальная педиатрия: современные проблемы и перспективы развития : (Докл. на расшир. заседании каф. социал. педиатрии ФУВ СПбПМИ 26 нояб. 1993 г., посвящ. 25-летию науч., пед. и обществ. деятельности авт.). — СПбПМИ. — СПб., 1993. — 25 с.
- Веселов Н. Г. и др. Медико-социальные и организационные проблемы материнства и детства : Учеб. пособие / под ред. Н. Г. Веселова. — ЛПМИ Обществ. центр здоровья. — СПб., 1994. — 183 с.

Под руководством профессора Н. Г. Веселова защищены 2 докторские и 34 кандидатские диссертации.

## Общественная деятельность
- Секретарь комсомольской организации Ленинградского педиатрического медицинского института (1962—1964);
- Секретарь организации КПСС Ленинградского педиатрического медицинского института (1971—1976);
- Председатель проблемной комиссии Минздрава СССР «Медико-социальные и организационные основы педиатрии» (с 1990 г.);
- Эксперт-консультант Комитета по делам семьи и демографической политики при Совете Министров РСФСР (с 1991 г.);
- Член редколлегии журнала «Вопросы охраны материнства и детства» (с 1991 г.).